# Сікора строката
Сіко́ра строката (Leptasthenura striolata) — вид горобцеподібних птахів родини горнерових (Furnariidae). Ендемік Бразилії.

## Поширення і екологія
Строкаті сікори поширені на півдні Бразилії, в штатах Парана, Санта-Катарина та на півночі штату Ріу-Гранді-ду-Сул. Вони живуть у в кронах лісів, що переважно складаються з бразильської араукарії. Зустрічаються на висоті від 500 до 12000 м над рівнем моря.